# 84 Charlie Mopic
84 Charlie Mopic ist ein US-amerikanischer Kriegsfilm von Patrick Sheane Duncan aus dem Jahr 1989. Der Film wurde im Handkamera-Stil gedreht.

## Handlung
Lieutenant Richard B. Drewry, „LT“ genannt, stößt am 1. August 1969 mit einem Kameramann, dessen Spitzname „MoPic“ ist, zu einer Einheit Soldaten in Vietnam. Ziel ist es, die Vorgehensweise der Soldaten an der Front zu dokumentieren und einen Lehrfilm zu drehen. Sie haben den Auftrag, eine Aufklärungsmission durchzuführen. Der Name der Einheit ist 84 Charlie MoPic, was für Motion Picture steht. LT will das Kommando an sich reißen, da er den höchsten Rang bekleidet. Davon ist Sergeant „OD“ O’Donigan nicht begeistert, weil im vietnamesischen Hinterland eine Menge Erfahrung gefragt ist. Zusammen mit Private „Easy“ Easely, SPEC 4 „Pretty Boy“ Baldwin, SPEC 4 William „Hammer“ Thorpe und SPEC 5 „Cracker“ Frye begeben sich alle in den Hubschrauber, der sie zum Einsatzort bringt.
Gleich zu Beginn des Einsatzes stellt sich heraus, dass LT über keinerlei praktische Kampferfahrung verfügt und von OD in keiner Weise ernst genommen wird. MoPic führt mit den Soldaten einige Interviews über ihre privaten Hintergründe und Motivation. Per Funk registrieren sie sodann, dass gerade eine 120 Mann starke Einheit getötet wurde, was jedoch in Vietnam zur Tagesordnung gehört. MoPic dokumentiert den Überlebenskampf im Busch, beispielsweise das Entdecken von tödlichen Sprengfallen, die durch die Vietkong gelegt wurden.
Als sie ein Vietkong-Lager entdecken, fordern sie Luftunterstützung an, die es bombardiert. In einem Gespräch mit LT zeigt sich, dass dieser den Vietnam-Krieg nur als Sprungbrett für seine Karriere sieht. Er muss Kampferfahrung vorweisen, um befördert zu werden. Es kommt zum ersten Feindkontakt, wobei Pretty Boy und Cracker getötet werden. OD befiehlt LT, einen schwer verwundeten feindlichen Soldaten mit einem Messer umzubringen, dieser versagt jedoch kläglich. Dann wird OD schwer verwundet, und LT sieht seine Chance, das Kommando endgültig zu übernehmen. Durch seine fehlende Erfahrung stellt er aber eher eine Gefährdung dar.
Die Einheit rettet sich in ein zerstörtes Dorf, wo sie auf den Hubschrauber wartet. Als dieser eintrifft, stehen sie unter schwerem Beschuss. Easy rettet sich in den Hubschrauber, MoPic stellt seine Kamera dazu, kehrt dann aber um, um LT beim Stützen von OD zu helfen. LT und OD schaffen es in den Hubschrauber; MoPic wird jedoch angeschossen. Da das Gebiet unmittelbar darauf mit Artillerie angegriffen werden soll, bleibt keine Zeit mehr, um MoPic zu retten. Der Helikopter muss ohne ihn abheben.

## Kritik
„Vom Ansatz her ein ernsthafter und interessanter Film, der in der ersten Hälfte dokumentarisch angelegt ist, wobei sich die Soldaten Interviews stellen und den Zuschauer direkt ansprechen. Durch diesen Kunstgriff verschmelzen die Objektive von Dokumentar- und Spielfilmkamera zur Einheit.“

„Regisseur Patrick Duncan verarbeitete in diesem ungewöhnlichen Kriegsfilm seine eigenen Vietnam-Erfahrungen. Das einfühlsam inszenierte Geschehen beginnt wie ein harmonischer Männer-Ausflug und entwickelt sich rasch zu einem gewaltschwangeren Alptraum. Der Zuschauer nimmt hautnah am Leiden der überforderten Soldaten teil, indem er 90 Minuten lang nur durch das Auge von MoPics Kamera blickt. Die Bilder gewinnen dadurch eine fast dokumentarische Intensität. In der Deutlichkeit seiner Botschaft braucht ‚84 Charlie MoPic‘ einen Vergleich mit Major-Produktionen wie ‚Platoon‘ nicht zu scheuen. Mit richtiger Händlerunterstützung dürften Thema und Machart auch beim breiten Publikum sehr gute Umsätze ermöglichen.“